# Rainbow Rangers
Rainbow Rangers è una serie animata per la televisione prodotta da Genius Brands e Telegael Teoranta e distribuita da Sony Pictures Television; creata dai produttori Rob Minkoff, Shane Morris, Tim Mansfield, Elise Allen e Andrew Heyward. Viene trasmessa su Nick Jr. in Nord America e dal primo luglio 2019 su Cartoonito in Italia.

## Trama
Sette bambine magiche di nove anni, chiamate Rosie Redd, Bonnie Blueberry (per gli amici B.B.), Indigo Allfruit, Anna Banana, Mandarin Orange (alias Mandy), Pepper Mintz e Lavender Laviolette, abitano nella magica terra di Kaleiodoscopia. Esse proteggono gli abitanti della città, puliscono il pianeta per rendere un posto migliore e uniscono le forze per sconfiggere l'imprenditore Preston Praxton e sua figlia Patty.

## Personaggi

### Protagonisti
- Rosie Redd (Rosso)
- Bonnie Blueberry (B.B.) (Blu)
- Indigo Allfruit (Viola)
- Anna Banana (Giallo)
- Mandarin Orange (Mandy) (Arancione)
- Pepper Mintz (Verde)
- Lavender LaViolette (Rosa)
- Floof
- Kalia

### Antagonisti
- Preston Praxton
- Patty Praxton

## Episodi

### Prima stagione
1. Nasce una squadra/Le luci del Nord
2. Il monarca della migrazione/Il senso di sprofondare
3. L'albero abbracciatore/Una tartaruga nella rete
4. Il fiume inquinato/L'onda anomala
5. Gli scarabei della foresta/L'isola inquinata
6. Le Rainbow Rangers soccorrono un condor/Il pony party
7. La terra dell'eco/Il ragno più forte del mondo
8. La nuova tana per conigli/L'ospite indesiderato
9. Le Rainbow Rangers aiutano le anatre/Maledetta Isola Perduta
10. L'inondazione improvvisa/Guidami nella giusta direzione
11. Il caso della scomparsa del cucciolo di classe mancante/Salviamo le api
12. Uno scimpanzé a Kaleidoscopia/Il problema dei piccioni
13. Dominato dalla moglie/Avventure nello spazio
14. Che gas/I paladini di Turtle Trek
15. I cacciatori di tornado/Lassù in aria
16. La polvere del vento/Prendiamo una tigre
17. Un tema troppo caldo/Il pesce-gatto gigante
18. Il giorno dei cani della prateria/Non avevamo iniziato con le formiche di fuoco?
19. Attento, signor Lemure!/Come non facciamo muovere un mitilo